# Epactosaris
Epactosaris é um gênero de mariposa pertencente à família Acrolepiidae.